# Edward O. Leech
Pour les articles homonymes, voir Leech.
Edward Owen Leech (9 décembre 1850 - 1er mai 1900) est directeur de la Monnaie des États-Unis de 1889 à 1893.

## Biographie

### Jeunesse et études
Edward O. Leech naît le 9 décembre 1850 à Washington, D.C., où son père, Daniel D. Tompkins Leech (1810-1869), est fonctionnaire au bureau de poste des États-Unis, puis au département du Trésor des États-Unis. Edward O. Leech est un descendant en ligne directe de Lawrence Leach (1589-1662), un disciple de Francis Higginson (en) qui s'est installé à Salem, dans le Massachusetts, en 1629. L'arrière-grand-père d'Edward O. Leech, le capitaine Hezekiah Leach, participe à la guerre de la Conquête et à la guerre d'indépendance américaine. Edward O. Leech fait ses études à l'université de Columbia, où il obtient une licence en 1869.

### Carrière à la Monnaie
À la mort de son père en 1869, il devint employé au Bureau des statistiques du département du Trésor des États-Unis. Lorsque le Bureau de la Monnaie est créé en avril 1873 à la suite du Coinage Act de 1873, le directeur de la Monnaie des États-Unis, Henry Linderman, invite Leech à devenir l'un de ses assistants. Il occupe ensuite les postes de commis aux essais, d'ajusteur de comptes et de calculateur de lingots. Leech obtient un LL.M. à la National Law University de Washington, D.C. en 1886, mais décide de rester à la Monnaie plutôt que d'exercer la profession d'avocat.
En 1889, le président des États-Unis Benjamin Harrison nomme Leech directeur de la Monnaie des États-Unis. Le New York Times publie un éditorial contre cette nomination, arguant que Harrison n'a nommé Leech qu'en raison du rôle joué par ce dernier pour blanchir un scandale impliquant le fils de Harrison, Russell Benjamin Harrison (en), qui participe à une entreprise commerciale ratée à Helena, dans le Montana, alors que Russell Harrison y est responsable de l'Assay Office. Leech est directeur de la Monnaie d'octobre 1889 à mai 1893.

### Retraite et mort
Après avoir pris sa retraite, il devient vice-président de la National Union Bank à New York. Lors de la Convention nationale républicaine de 1896, Leech joue un rôle majeur dans l'obtention d'un plan dans le programme du parti favorable au maintien de l'étalon-or.
Leech meurt de complications liées à une appendicite à l'hôpital Mount Sinai de New York le 1er mai 1900.